# Hospital zum heiligen Geist (Frankfurt am Main)

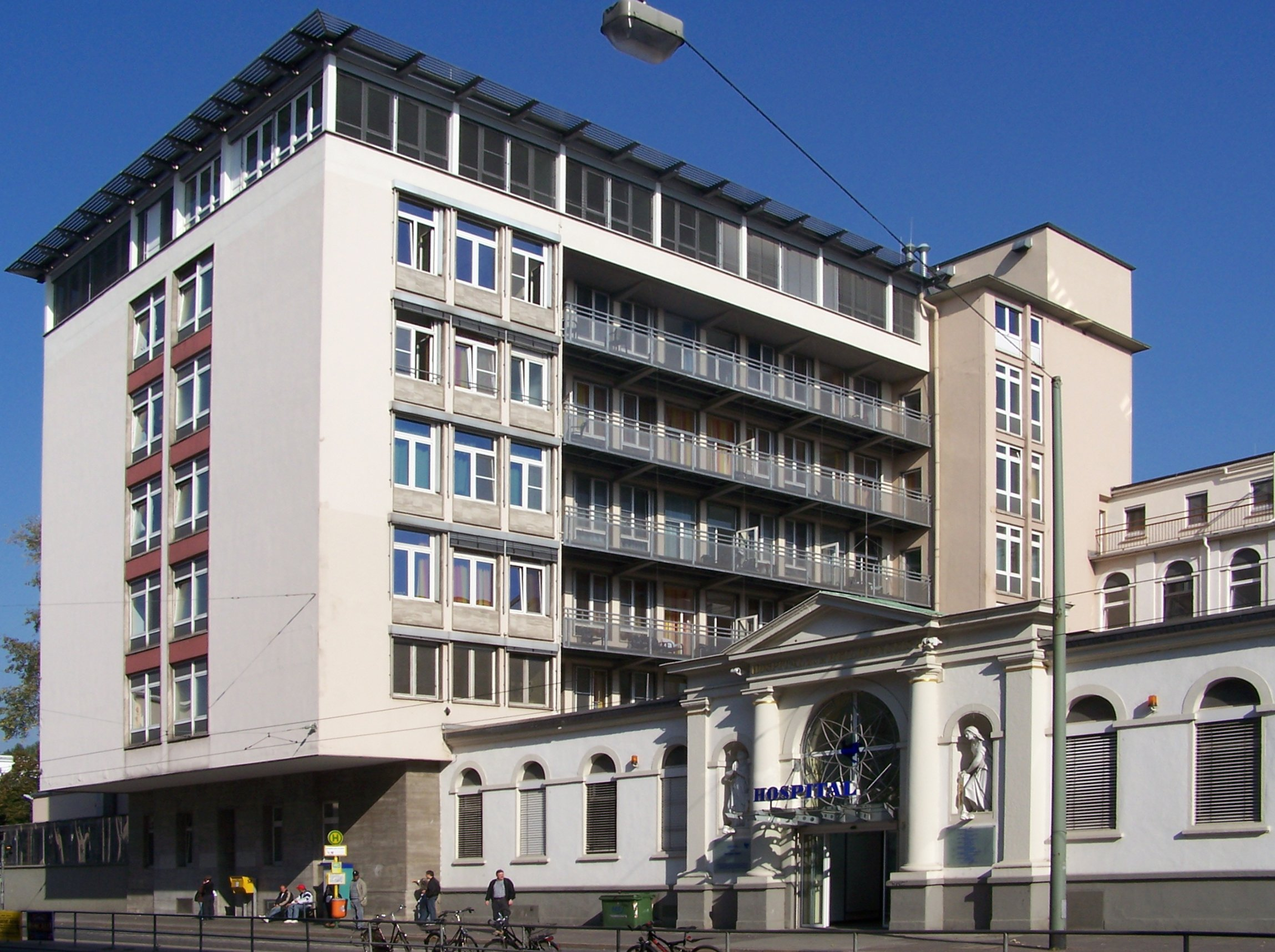
Straßenansicht

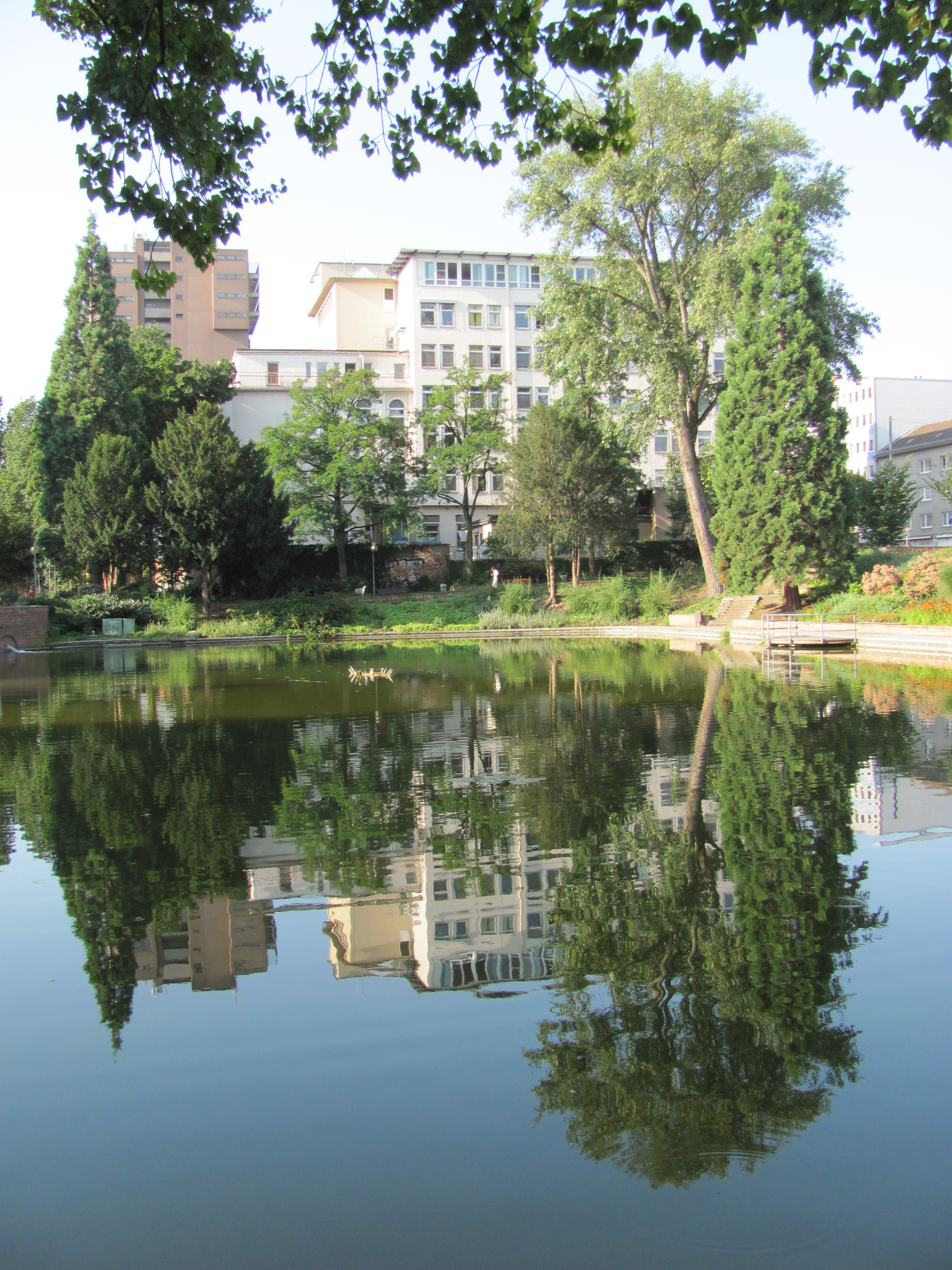
Hospital zum heiligen Geist aus den Wallanlagen

Das Hospital zum heiligen Geist ist ein Krankenhaus in der Innenstadt von Frankfurt am Main. Es ist eines der Lehrkrankenhäuser der Universität Frankfurt.

## Geschichte

### Mittelalter

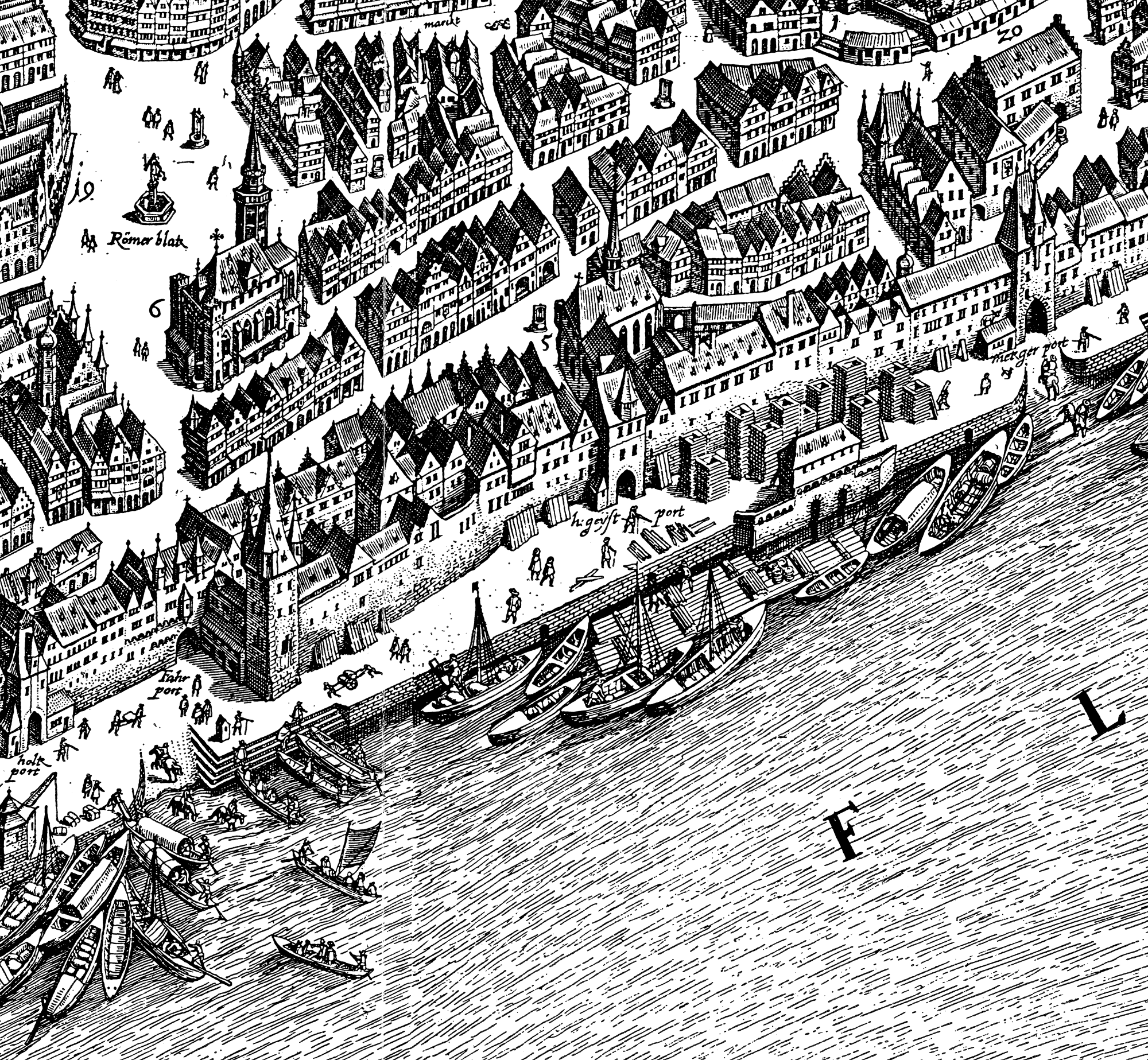
Gotisches Spital und Kirche zum heiligen Geist auf dem Merian-Plan von 1628

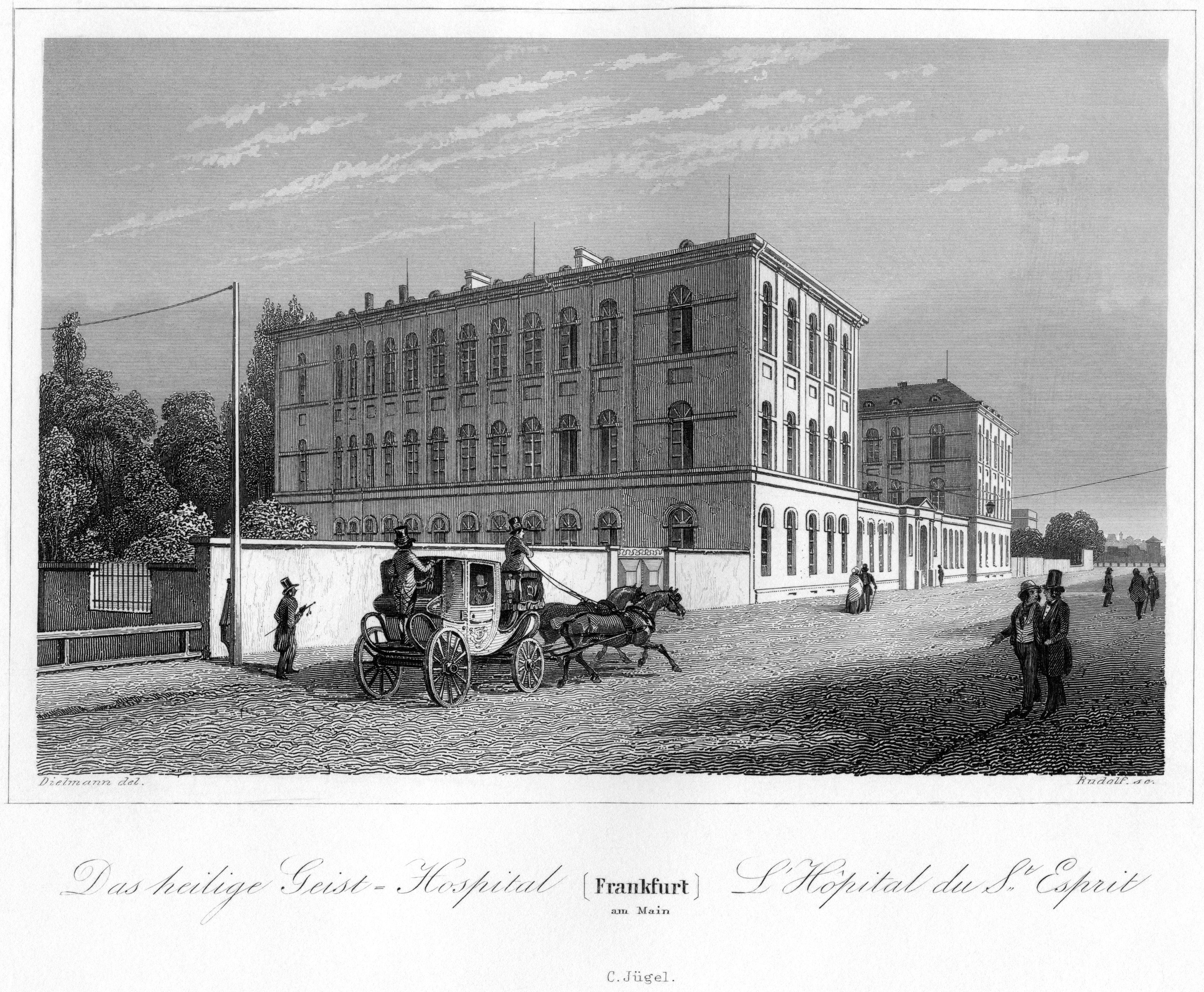
Hospital zum heiligen Geist 1845

Das Hospital zum heiligen Geist ist das älteste Spital für Kranke und Sieche in Frankfurt am Main. Seine früheste erhaltene Erwähnung stammt aus dem Jahr 1267. Die seit 1315 vom Hospital genutzte gotische Krankenhalle mit der Spitalkirche zum heiligen Geist lag an der Saalgasse hinter der Stadtmauer, die seit dem frühen 13. Jahrhundert den Zugang vom Mainufer zur Stadt schützte. Das Haus finanzierte sich damals aus den Spenden wohlhabender Bürger. Versorgt wurden zunächst ausschließlich Bedürftige und Mittellose, die oft auch über ihre Genesung hinaus in dem Haus verblieben. Im Mittelalter verfügten die Spitäler im Allgemeinen über keinen festangestellten Arzt. Zur Krankenbehandlung wurde (etwa um 1377 in Frankfurt) der Stadtarzt bei Bedarf zur Behandlung gerufen.

### Neuzeit
Im 17. Jahrhundert umfasste das Haus bereits 60 Betten zur Krankenpflege. Bis zum 16. Jahrhundert wurden auch wohlhabende Frankfurter Bürger aufgenommen, danach nur mehr Gesinde und Fremde, während die Bürger sich zuhause pflegen lassen mussten. Im 18. Jahrhundert stiftete  deshalb Johann Christian Senckenberg das Bürgerhospital, um es auch diesem Personenkreis zu ermöglichen, außerhäusige Krankenpflege in Anspruch nehmen zu können.
Der Grundstein für den Neubau des Hospitals an der Langen Straße nach Plänen von Friedrich Rumpf wurde 1835 gelegt. Nach seiner Errichtung riss man das historische Gebäude, das unmittelbar am Main lag, einschließlich der Hospitalkirche 1840 ab. Die neue Krankenanstalt soll damals zu den modernsten in Deutschland gehört haben.
In beiden Weltkriegen wurden Verwundete in dem Krankenhaus behandelt. Im Zweiten Weltkrieg wurde das Krankenhaus bei den Luftangriffen auf Frankfurt am Main am 18. März 1944 stark beschädigt und nach dem Krieg auf dem historischen Grundriss in vereinfachter Form wiederaufgebaut. Der reguläre Betrieb wurde 1950 wiederaufgenommen.

## Das Krankenhaus heute

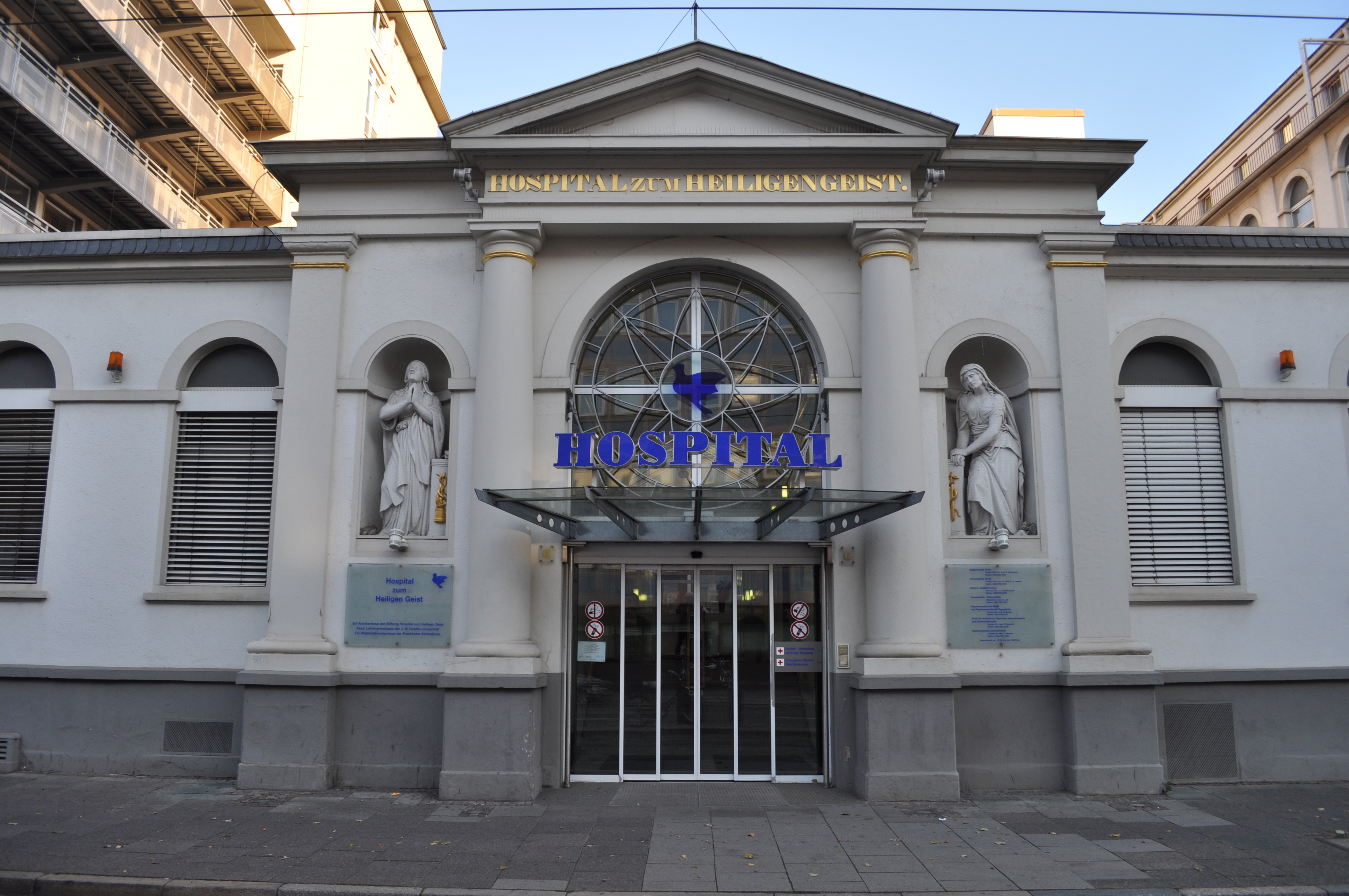
Portal

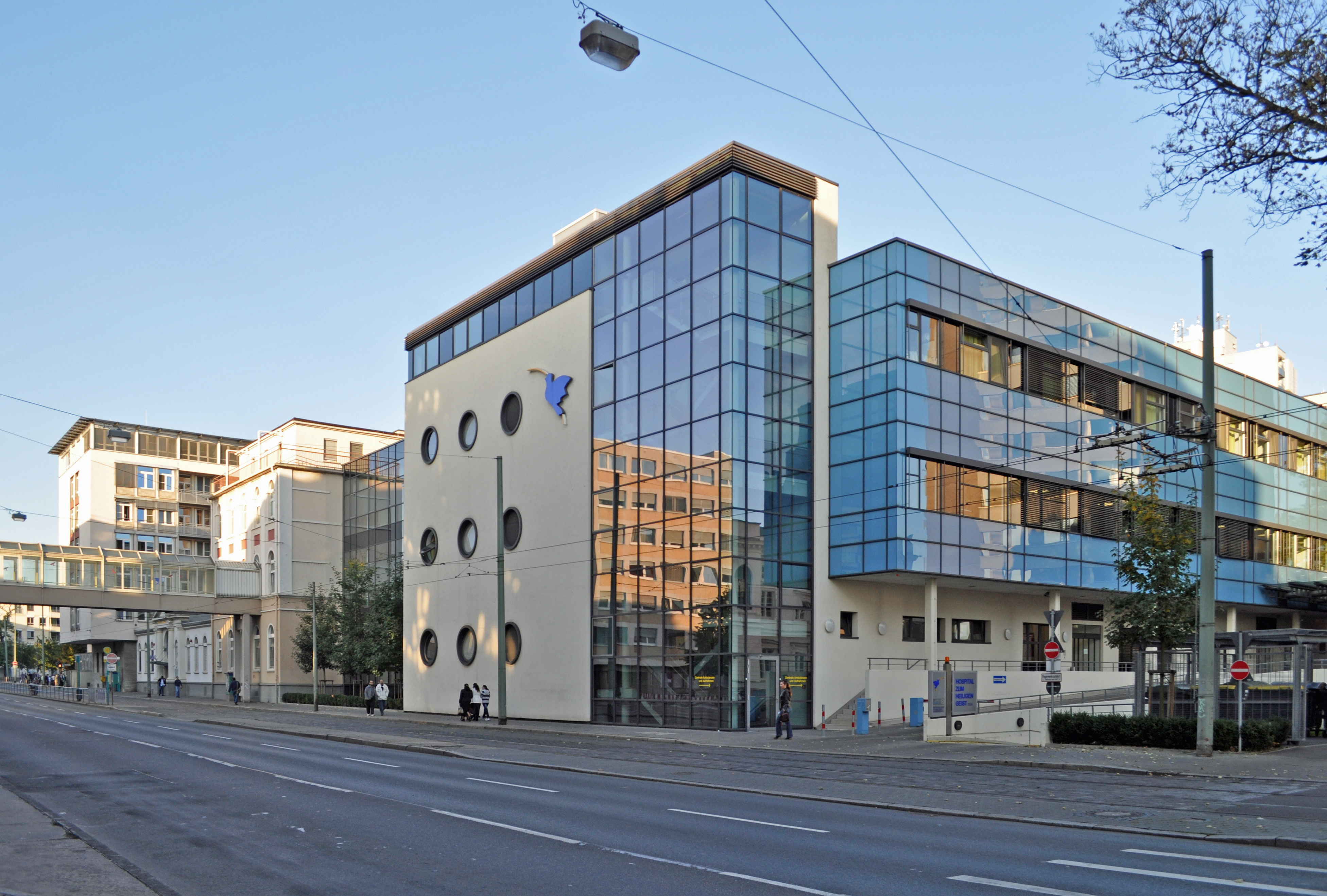
Neubau

### Trägerschaft
Träger des Krankenhauses ist heute die Stiftung Hospital zum heiligen Geist, eine Stiftung öffentlichen Rechts mit Sitz in Frankfurt am Main. Sie ist auch Trägerin weiterer bedeutsamer Einrichtungen, wie des Krankenhauses Nordwest (seit 1963) sowie zweier Seniorenstifte. Das Krankenhaus selbst wird in der Rechtsform einer  gemeinnützigen Gesellschaft mit beschränkter Haftung betrieben.

### Angebot
Das Hospital zum heiligen Geist bezeichnet sich als Krankenhaus der Regelversorgung und hat heute 276 Planbetten und 50 tagesklinische Behandlungsplätze. Es gibt Kliniken für Chirurgie, für Frauenheilkunde und Geburtshilfe und für Innere Medizin (Medizinische Klinik). Außerdem besteht eine Klinik für Anästhesie, für operative Intensivmedizin und für Schmerztherapie. Weiterhin besteht ein Radiologisches Zentralinstitut. Wegen der zentralen Lage in der Frankfurter Innenstadt liegt ein weiterer Schwerpunkt in der Versorgung von akuten Notfällen.
Die Psychosomatische Klinik, die den Schwerpunkt auf ihre Tagesklinik legt, wurde im Oktober 1996 gegründet. Das Hospital zum Heiligen Geist war das erste Krankenhaus in Hessen, das ein solches Angebot bereitstellte. Derzeit werden 30 vollstationäre und 50 tagesklinische Behandlungsplätze angeboten.

### Statistik
Im Jahr 2010 wurden 75 Ärzte im Hospital beschäftigt, davon 37 Fachärzte. In der Krankenpflege waren 156 Stellen besetzt, außerdem waren dort 11 Hebammen tätig. Es wurden 9.883 Patienten vollstationär, 298 teilstationär und 16.360 ambulant versorgt.